# Шоша
Шо́ша — река в Тверской и Московской областях России, впадает в Иваньковское водохранилище. Упоминается в Лаврентьевской летописи. Относится к Верхневолжскому бассейновому округу.

## Этимология
В Лаврентьевской летописи под 1215 годом река упоминается как Шеша. Прослеживается балтийское происхождение гидронима, имеющее параллели с литовскими šešupe, šešuva, šašulys, šašuola, в основе которых лежит древнелитовское šeš — «холодный, прохладный». Существует также гипотеза о финно-угорском происхождении по аналогии с карельской Шокшей, кроме того, в марийском языке шокш означает «приток», а на языке хантов и манси шош — «небольшая река». Однако переход шокша в шоша маловероятен, а территории проживания хантов и манси чересчур далеки от Подмосковья.

## Физико-географическая характеристика

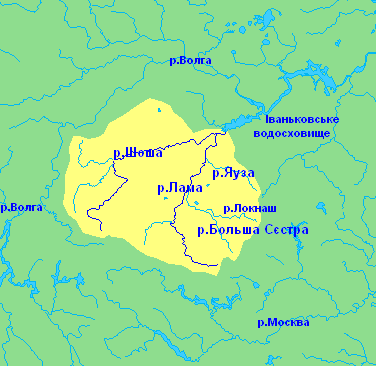
Бассейн Шоши

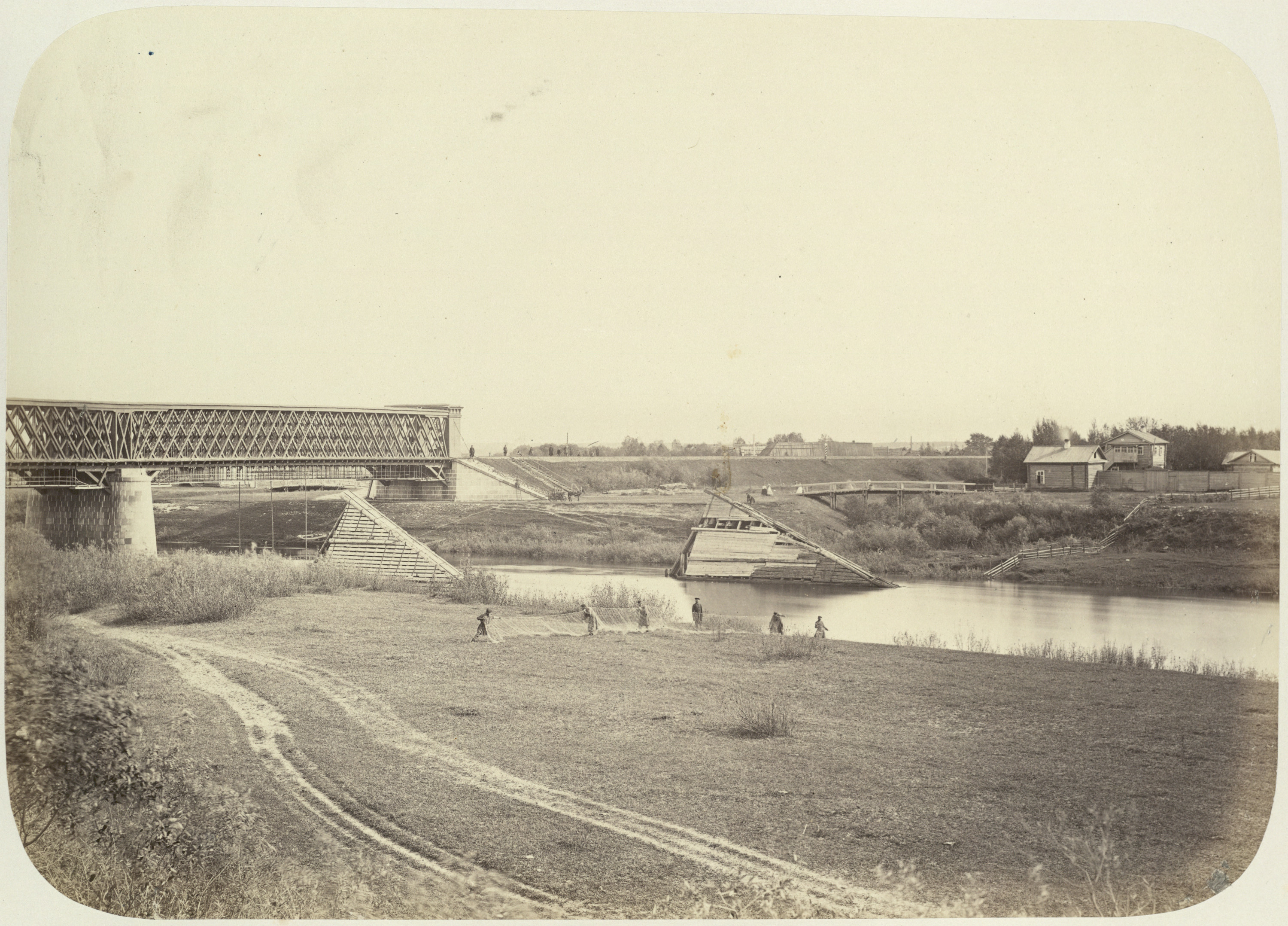
Мост Николаевской железной дороги через Шошу. 1860-е годы

Длина — 163 км, площадь водосборного бассейна — 3080 км².
Берёт начало из ключей на западных склонах Клинско-Дмитровской гряды Смоленско-Московской возвышенности в 4 км от станции Княжьи Горы Октябрьской железной дороги.
Протекает в северо-восточном направлении по территории Зубцовского, Старицкого, Калининского и Конаковского районов Тверской области; небольшой 12-километровый участок среднего течения находится в границах Лотошинского района Подмосковья.
Устьем реки считается место разветвления её русла на рукава при впадении в Шошинский плёс Иваньковского водохранилища (высота 124 м над уровнем моря), до образования которого Шоша являлась правым притоком Волги. Участок протяжённостью 34 км от пристани Кабаново до устья входит в перечень внутренних водных путей России.
В верхнем течении река очень извилиста, в русле встречаются каменистые гряды. Берега невысокие, но крутые. Среднее и нижнее течение проходит по древней долине стока ледниковых талых вод, ширина которой достигает 25 км, здесь река, часто разделяясь на рукава и протоки, образует острова. Ниже села Тургиново, где река находится в зоне подпора Иваньковского водохранилища, русло Шоши становится более широким, а берега низкими, местами заболоченными. Ширина русла в устьевой части составляет 50—80 м, приустьевой участок Шоши представляет собой покрытое тростником необозримое болотное пространство.
Питание преимущественно снеговое. Шоша относится к числу рек с восточноевропейским типом водного режима с весенним половодьем, оно происходит в апреле и длится 3—5 дней. По данным наблюдений с 1958 по 1980 год среднемноголетний расход воды в 51 км от устья составлял 7,44 м³/с, что соответствует объёму стока 0,235 км³/год. Максимальный расход воды — 440 м³/с, минимальный — 0,2 м³/с. Шоша замерзает в ноябре-декабре, вскрывается в конце марта — апреле. По химическому составу вода реки относится к гидрокарбонатному классу и кальциевой группе. Показатель минерализации воды в межень — 450 мг/л.
Кроме каменистых перекатов на реке встречаются плотины бывших колхозных электростанций. В бассейне 463 озера общей площадью 5,94 км². Озёра и болота занимают меньше 1 % площади бассейна рек, леса — 17 %. Крупнейший приток — Лобь, до создания Иваньковского водохранилища им была Лама:
- 28 км: река Литожица (лв)
- 29 км: река Лобь (пр)
- 30 км: ручей Большая Лобца (пр)
- 32 км: река Вязьма (лв)
- 40 км: ручей Немка (пр)
- 61 км: река Долгуша (лв)
- 78 км: река Жидоховка (лв)
- 81 км: река Ржать (лв)
- 109 км: река Жабня (лв)

Река популярна у рыболовов (ловятся плотва, лещ, голавль), пеших и водных туристов. По Шоше и её притокам раньше осуществлялся молевой сплав леса. В устье реки создана особо охраняемая природная территория — национальный парк «Государственный комплекс „Завидово“». На Шоше расположены сёла Микулино и Тургиново, известные Архангельской (XVI век) и Покровской (XIX век) церквями.
По данным государственного водного реестра России Шоша относится к Верхневолжскому бассейновому округу. Речной бассейн реки — (Верхняя) Волга до Куйбышевского водохранилища (без бассейна Оки), речной подбассейн реки — бассейны притоков (Верхней) Волги до Рыбинского водохранилища, водохозяйственный участок реки — Волга от города Твери до Иваньковского гидроузла (Иваньковское водохранилище).